# Douglas Botero Boshell
Douglas Botero Boshell (Bogotá, 2 de septiembre de 1916-Ibídem, 16 de mayo de 1997) fue un periodista, columnista, escritor y diplomático colombiano con orígenes británicos, miembro del Partido Conservador Colombiano de la vertiente más radical.
Botero destacó como político de carrera, ejerciendo varios cargos, como por ejemplo embajador en Washington y Caracas, y ministro de dos carteras durante el último período del Frente Nacional. En sus diez últimos años de vida quedó completamente ciego, pero al mismo tiempo fue columnista de El Tiempo, usando el seudónimo de Kerenski.

## Biografía
Douglas Botero Boshell nació en Bogotá, el 2 de septiembre de 1916, en el seno de una familia aristocrática de la ciudad.
A muy temprana edad, Botero perdió a su padre, quien falleció a edad prematura

### Ministro de Comunicaciones de Colombia (1966-1969)
El 7 de agosto de 1966, Botero se posesionó como ministro de comunicaciones tras el nombramiento del presidente Carlos Lleras Restrepo (pariente lejano suyo), y cuota conservadora en el gobierno liberal, a raíz de los acuerdos que dieron lugar al Frente Nacional, 8 años atrás.
Entre los hechos relevantes de su gestión estuvo el seguimiento noticioso de la llegada del papa Pablo VI, quien visitó Colombia en agosto de 1968, siendo la primera vez que un pontífice romano visitaba el país, lo que generó inclusive emisiones postales conmemorativas.
Por medio de la ley 74 del 15 de diciembre de 1966, el ministerio reglamentó la transmisión de programas radiales mediante la radiodifusión. A finales de la década, Colombia se convirtió en un país modelo en la educación televisiva, gracias en parte a la gestión de Botero, pese a que la política educativa inició a partir de 1961.
En la radio, la programación variaba entre contenido educativo para los sectores rural y urbano, para los hogares y música orquestal (tradición heredada del gobierno de Gustavo Rojas Pinilla, durante los años 50). También se dio mayor cabida a la música estadounidense y europea, y se enseñaba los idiomas inglés y francés.
Muchos de los avances radiales en el campo se dieron porque en 1968 cuando se logró que la famosa estación Radio Sutatenza se transmitiera a nivel nacional, ya que se habían abierto estaciones difusoras en Medellín, Bogotá, Cali y Barranquilla.

### Ministro de Gobierno de Colombia (1969)
En febrero de 1969, Botero fue traslado del ministerio de comunicaciones al del interior, ocupando el cargo hasta el 28 de agosto de ese año.
Durante ese corto período, Botero tuvo que enfrentar el desprestigio en que estaba sumido el ministerio de hacienda, tras la investigación que estaba llevando el Congreso contra el ministro Enrique Peñalosa Camargo. Además sirvió de puente entre el expresidente Mariano Ospina Pérez (director del conservatismo, y de quien fue su joven consejero), y el presidente Lleras.

### Embajador en Estados Unidos (1970-1974)
Botero fue nombrado por el presidente Lleras como embajador en Washington, en reemplazo de Misael Pastrana Borrero, quien regresó a Colombia para lanzar su candidatura presidencial por el Frente Nacional en 1969.
Botero se posesionó el 3 de enero de 1970, y fue ratificado el 7 de agosto de ese año por el electo presidente Pastrana, estando en el cargo hasta 1974. Como embajador en ese país, Douglas enfrentó los nacientes problemas del tráfico de marihuana hacia ése país y se adhirió a la política antisubersiva y anticomunista del presidente Richard Nixon.

### Embajador en Venezuela (1974-1976)
En 1974, el nuevo presidente de Colombia, Alfonso López Michelsen lo envió a la embajada de Caracas, permaneciendo en el cargo hasta 1976.

### Últimos añosː Kerenski
A principios de los años 80, Botero quedó completamente ciego, pero su ceguera coincidió con su ingreso al periódico El Tiempo, donde trabajó como columnista, y la caída de los gobiernos liberales, tras 8 años en el poder, luego del fin del Frente Nacional, con la elección del conservador Belisario Betancur. Respecto a su ceguera, el expresidente López Michelsen afirmó que Botero dijoː

“Sigo oyendo las voces amigas en la televisión, pero tengo la suerte de no ver envejecer las caras por lo que ya no las veo”.
Douglas Botero Boshell

Botero adoptó el seudónimo de Kerenski, sobrenombre tomado del político ruso Aleksandr Kerénski, quien perdió el poder provisional a manos de los bolcheviques en 1917. Douglas adoptó el sobrenombre, porque consideraba que el presidente Betancur era un "Kerénski colombiano", pues rechazaba con vehemencia las concesiones que Betancur hacia a las guerrillas del M-19 y las FARC, durante sus esfuerzos por firmar acuerdos de paz con esos grupos insurgentes. 
De hecho llegó a tener conflictos con la ministra Noemí Sanín, quien ocupó la cartera que él mismo ocupó en los años 60, por sus acercamientos con las guerrillas vía telefónica. Paradójicamente, se reconcilió con la ministra y el presidente tras los hechos del Palacio de Justicia, en noviembre de 1985, ya que se declaró defensor del orden institucional de la época.
Douglas Botero Boshell falleció el 16 de mayo de 1997 a los 80 años.

## Familia
Douglas Botero Boshell, quien era de ascendencia británica, era hijo de los colombianos Adán de Jesús José Baltazar Benito Botero Restrepo y Kathleen Mary "Kitty" Boshell Restrepo, quienes eran parientes entre sí; su única hermana era Varinka Botero Boshell. Botero describió sus orígenes de la siguiente maneraː

"Yo soy antioqueño por tres lados de mi ascendencia. En el año que nací, 1916, Bogotá era una ciudad muy pequeña. No tenía sino 120.000 habitantes..."
Douglas Botero Boshell, 1989

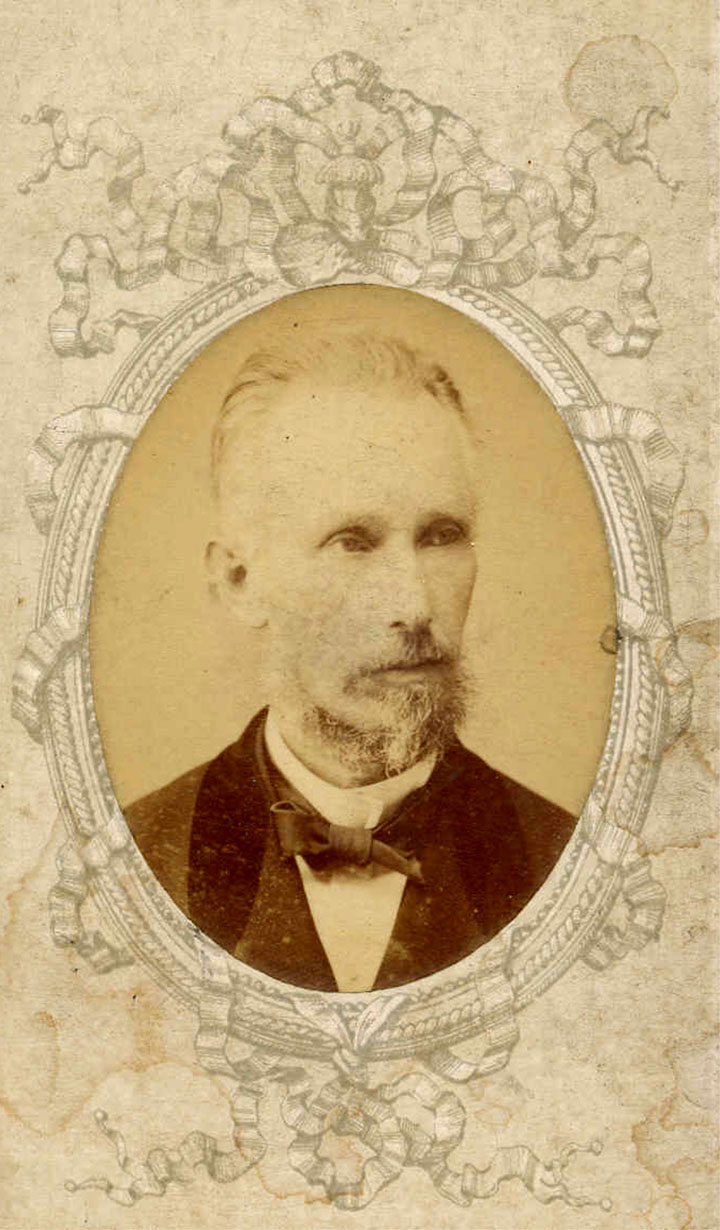
Miguel Samper Agudelo, tío bisabuelo político de Douglas.

Su padre era hijo del militar y político Baltazar Botero Uribe (exgobernador de Antioquia y exmagistrado de la Corte Suprema de Justicia de Colombia), y sobrino del abogado Alejandro Botero Uribe (exministro de gobierno del presidente Ramón González Valencia), ambos descendientes de los confundadores del municipio antioqueño de Amalfi. Alejandro era a su vez cuñado del expresidente Carlos Eugenio Restrepo, y yerno del político Pedro Antonio Restrepo, sobrino a su vez del político José Félix de Restrepo. Respecto al expresidente Restrepo, Douglas era su sobrino nieto ya que su abuela María Teresa Restrepo Ochoa era hermanastra de Carlos.
Por otra parte, su madre era hija del británico William Boshell Brush, quien era sobrino de la dama estadounidense (de ascendencia británica) María Teresa Brush Domínguez, quien era la esposa del empresario y político colombiano miembro del Partido Liberal (del que fue candidato a la presidencia de Colombia en 1918) Miguel Samper Agudelo, tatarabuelo de los hermanos Daniel y Ernesto Samper Pizano. Por lo anterior, el abuelo materno de Douglas era primo de los hermanos Tomás y Joaquín Samper Brush, cofundadores de ETB. 
De acuerdo con el expresidente López Michelsen, el tío materno de Douglas, William Boshell Restrepo, era miembro de la alta sociedad londinense por matrimonio, llegando incluso a ser parte de la corte del entonces príncipe Eduardo de Gales (futuro Eduardo VIII del Reino Unido), cuando el noble británico visitó Estados Unidos durante la Primera Guerra Mundial. Al parecer Boshell era miembro también del MI6 e intentó sin éxito ser miembro de la Cámara de los Comunes.

### Matrimonio y descendencia

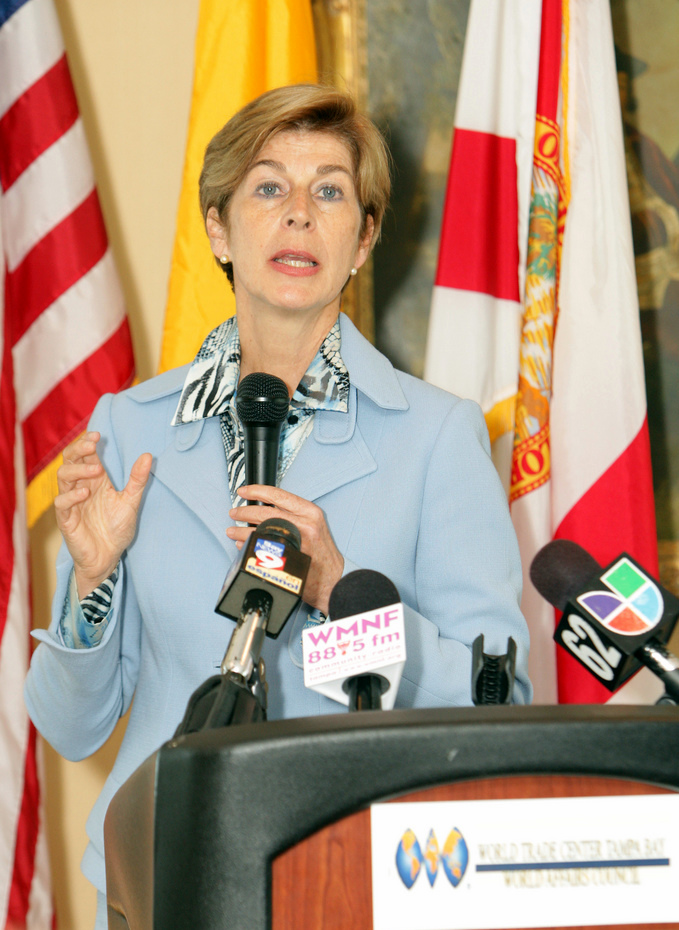
La diplomática, Carolina Barco, una de sus nueras.

Douglas contrajo matrimonio con la colombiana Irma Cecilia Caicedo González (descendiente de una familia tradicional del Valle del Cauca, siendo pariente lejana del prócer Joaquín de Cayzedo), hija del fundador de los ingenios azucareros Riopalia y Castilla, y de la compañía de alimentos Colombina, el abogado Hernando Caicedo. La bisabuela de Irma era hermana del escritor José María Cordovez Moure, sobrina nieta del político chileno Gregorio Cordovez, y prima lejana del político y exministro Carlos Uribe Cordovez. 
Con Cecilia, Douglas tuvo a sus hijos Mauricio, Felipe, Mariana, Victoria e Irma Botero Caycedo. 
Su hijo mayor, Mauricio, se casó con Carolina Barco Isakson, hija mayor del expresidente Virgilio Barco Vargas y de su esposa Carolina Isakson Proctor, con quien tiene tres hijos, entre ellos la política colombo-venezolana Alejandra Botero Barco. Su hijo Felipe se casó con una de las hijas del expresidente, almirante Rubén Piedrahíta Arango, uno de los cinco miembros de la Junta Militar de gobierno de 1957; Mariana se unió en nupcias con Mark Chason, Victoria con Aniceto Guzmán e Irma con Ciro Arévalo Yepes.